# Roberto Cobo
Eleuterio García Romero (General Zuazua, Nuevo León, 20 de febrero de 1930-Ciudad de México, 2 de agosto de 2002), conocido como Roberto Cobo, o Calambres,  fue un actor mexicano. 
En 1950, con apenas 20 años de edad, se consagró profesionalmente al interpretar a el Jaibo, uno de los personajes principales de la película Los olvidados (1950), una producción internacionalmente aclamada por la crítica y considerada como una de las mejores en la historia de la cinematografía mexicana. En 1978, tuvo un resurgimiento actoral gracias a la cinta El lugar sin límites, en la que, junto a Gonzalo Vega, se convirtió en el primer artista y ciudadano mexicano en presentar un beso homosexual de larga duración.
Otros de sus trabajos notables incluyen los filmes Mujeres de teatro (1951), ¡Que viva Tepito! (1981), Dulces compañías (1996), y Sobrenatural (1996). 

## Biografía y carrera
Eleuterio García Romero nació el 20 de febrero de 1930 en General Zuazua, Nuevo León, siendo hijo de Luis García y Ernestina Romero, una pareja de histriones que formaban parte de una compañía itinerante de teatro. Cuando era un niño, su padre falleció, y posteriormente, su madre contrajo matrimonio con Alejandro Cobo, de quien Romero adoptó el apellido para crear su nombre artístico, Roberto Cobo. 

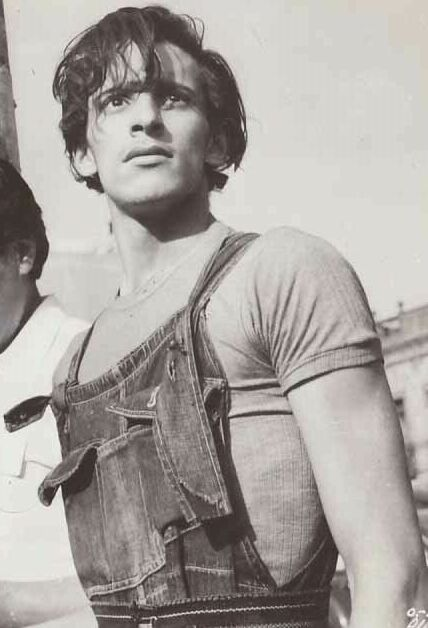
Roberto Cobo en Los olvidados (1950).

Incursionó tempranamente en el mundo de la actuación. Su debut ocurrió a la edad de ocho años, en una de las numerosas carpas —teatros itinerantes— que existieron en México hasta la década de 1950. Posteriormente debió abandonar sus estudios, para incorporarse en compañías como la del Teatro Iris (de la vedette mexicana Esperanza Iris). En el cine, su primera participación ocurrió en 1945, donde formó parte del elenco de Los siete niños de Écija. Cinco años más tarde, fue bautizado con el sobrenombre de Calambres, debido a los exagerados movimientos que realizaba como bailarín en el Teatro Lírico de la Ciudad de México.
En 1950 interpretó a El Jaibo, uno de los personajes de la película Los olvidados, de Luis Buñuel. Gracias a esa interpretación, Cobo obtuvo el primer Premio Ariel al Mejor Actor Juvenil. Participó en numerosas películas y obras de teatro hasta su fallecimiento. Junto con Los olvidados, Cobo volvería a colaborar con Buñuel un año más tarde en Subida al cielo, compartiendo créditos con Lilia Prado. Algunas de sus actuaciones más memorables ocurrieron en El lugar sin límites y Dulces compañías, que le valieron nominaciones a los Premios Ariel en la categoría a mejor actor. Su última participación en el cine fue en la cinta Carambola, en la que interpretó al personaje de Chimuelo.
El 19 de septiembre de 1985, mientras se hallaba en su departamento del sexto piso en el edificio Nuevo León, ocurrió un terremoto de magnitud 8.1 que derrumbó la estructura, lo que provocó que quedara atrapado entre los escombros. No obstante, logró sobrevivir y fue rescatado. 

### Muerte
El 2 de agosto de 2002, Cobo falleció a los 72 años de edad a causa de un ataque al corazón y un derrame en el esófago. De acuerdo a sus deseos su cuerpo fue cremado y sus cenizas fueron esparcidas en el Océano Pacífico en Acapulco de Juárez.

## Filmografía
- 2003 "Carambola" (El chimuelo)

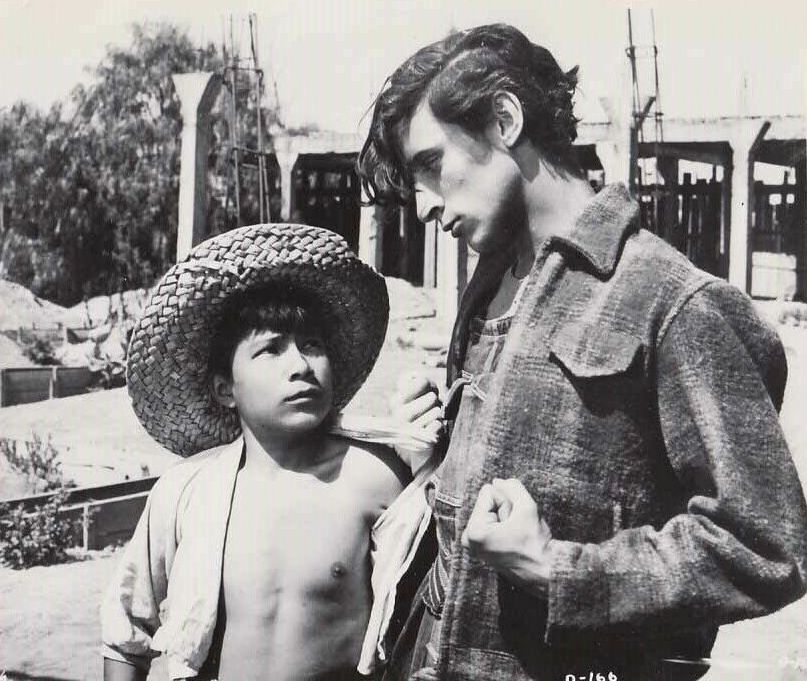
Con Mario Ramírez en una fotografía publicitaria para Los olvidados (1950).

- 2002 Un secreto de Esperanza .... (Melquíades)
- 2002 Sin destino .... (Sebastián)
- 2001 Dhampira .... (Gastón) l corto
- 2000 El sueño del caimán .... (Tomasito)
- 2000 A propósito de Buñuel .... (él mismo) l documental
- 2000 Beso nocturno .... (esposo) l corto
- 1999 Entre la tarde y la noche
- 1998 Santitos, de Alejandro Springall .... (Doña Trini)
- 1997 Masacre nocturna
- 1997 El Agujero .... (El Pachuco)
- 1997 De noche vienes, Esmeralda, de Jaime Humberto Hermosillo .... (Don Virginio Lara)
- 1995 Dulces compañías .... (Samuel)
- 1995 Sobrenatural, de Daniel Gruener .... (Don Eleuterio)
- 1991 Con el amor no se juega
- 1990 Cabeza de Vaca l (Lozoya)
- 1990 El hijo de Lamberto Quintero
- 1989 La Leyenda de una Máscara .... (asistente de camerino)
- 1988 Los Hermanos Machorro .... (Pepone)
- 1988 Los pasos de Ana
- 1985 Naná
- 1984 Las glorias del gran púas
- 1984 Historias Violentas, ep. Servicio a la Carta .... (cantinero)
- 1984 El corazón de la noche .... (Hombre sin brazos)
- 1983 Las apariencias engañan .... (Daniel)
- 1983 Nocaut
- 1982 La combi asesina (Chava)
- 1981 Ángel del barrio (chinche)
- 1978 Amor Libre
- 1978 A paso de cojo .... (Araña)
- 1978 Cadena perpetua .... (Gallito)
- 1978 Estas ruinas que ves .... (Ricardo Pórtico)
- 1977 El lugar sin límites de Arturo Ripstein .... (la Manuela)
- 1964 Viento negro .... (Ingeniero Carlos Jiménez)
- 1961 Échenme al vampiro .... (Alberto)
- 1952 Poker de Ases
- 1957 Al compás del rock and roll
- 1953 Estrella sin luz
- 1952 Dancing, Salón de baile .... (Panchito)
- 1951 Subida al cielo .... (Juan)
- 1951 Mujeres de teatro .... (Jarocho)
- 1951Si fuera una cualquiera
- 1950 Nosotras las taquígrafas .... (bailarín novio de Gloria)
- 1950 La reina del mambo
- 1950 En carne viva .... (extra)
- 1950 Donde nacen los pobres .... (Fufurufo)
- 1950 El pecado de ser pobre
- 1950 Los olvidados .... (el Jaibo)
- 1950 Ritmos del Caribe
- 1949 Si fuera una cualquiera
- 1949 Te besaré en la boca
- 1949 Perdida
- 1949 El rey del barrio .... (el 'niño de Pecho')
- 1949 El diablo no es tan diablo .... (Johnny)
- 1949 El baño de Afrodita
- 1948 Ya viene Vidal Tenorio .... (Juan)
- 1948 El ángel caído
- 1948 Dueña y señora .... (Willy)
- 1947 La sin ventura .... (Eulogio)
- 1947 La Casa Colorada .... (Damián Luna)
- 1946 La niña de mis ojos .... (pastorcillo)
- 1946 El secreto de Juan Palomo .... (Trucha)

## Premios
| Año  | Premio       | Categoría                 | Trabajo nominado     | Resultado | Ref.  |
| ---- | ------------ | ------------------------- | -------------------- | --------- | ----- |
| 1978 | Premio Ariel | Mejor actuación masculina | El lugar sin límites | Ganador   | [ 7 ] |